# Чурилинский район
Чурилинский район — упразднённая административно-территориальная единица Татарской АССР, существовавшая с 1944 по 1956 год. Административный центр — село Новое Чурилино.

## История
Чурилинский район был образован 19 февраля 1944 года путём выделения из состава Арского и Сабинского районов. 17 мая 1956 года район был ликвидирован; Бимерский, Верхне-Корсинский, Казанбашский, Ново-Ключищенский, Сикертанский, Старо-Масринский сельсоветы переданы Арскому району, а Больше-Шинарский, Верхне-Отарский, Изминский, Мичанбашский, Нижне-Симетский, Ново-Чурилинский, Олуязский, Старо-Мичанский сельсоветы и рабочий посёлок Шемордан переданы Сабинскому району.

## Административное деление
На 1 января 1948 года район включал в свой состав 16 сельсоветов: Бимерский, Больше-Шинарский, Верхне-Корсинский, Верхне-Отарский, Изминский, Казанбашский, Креннинский, Мичанбашский, Нижне-Симетский, Ново-Ключищенский, Ново-Мичанский, Ново-Чурилинский, Олуязский, Сизинский, Сикертанский, Старо-Масринский. Территория района составляла 619 кв.км.